# Сатурнин Тулузский

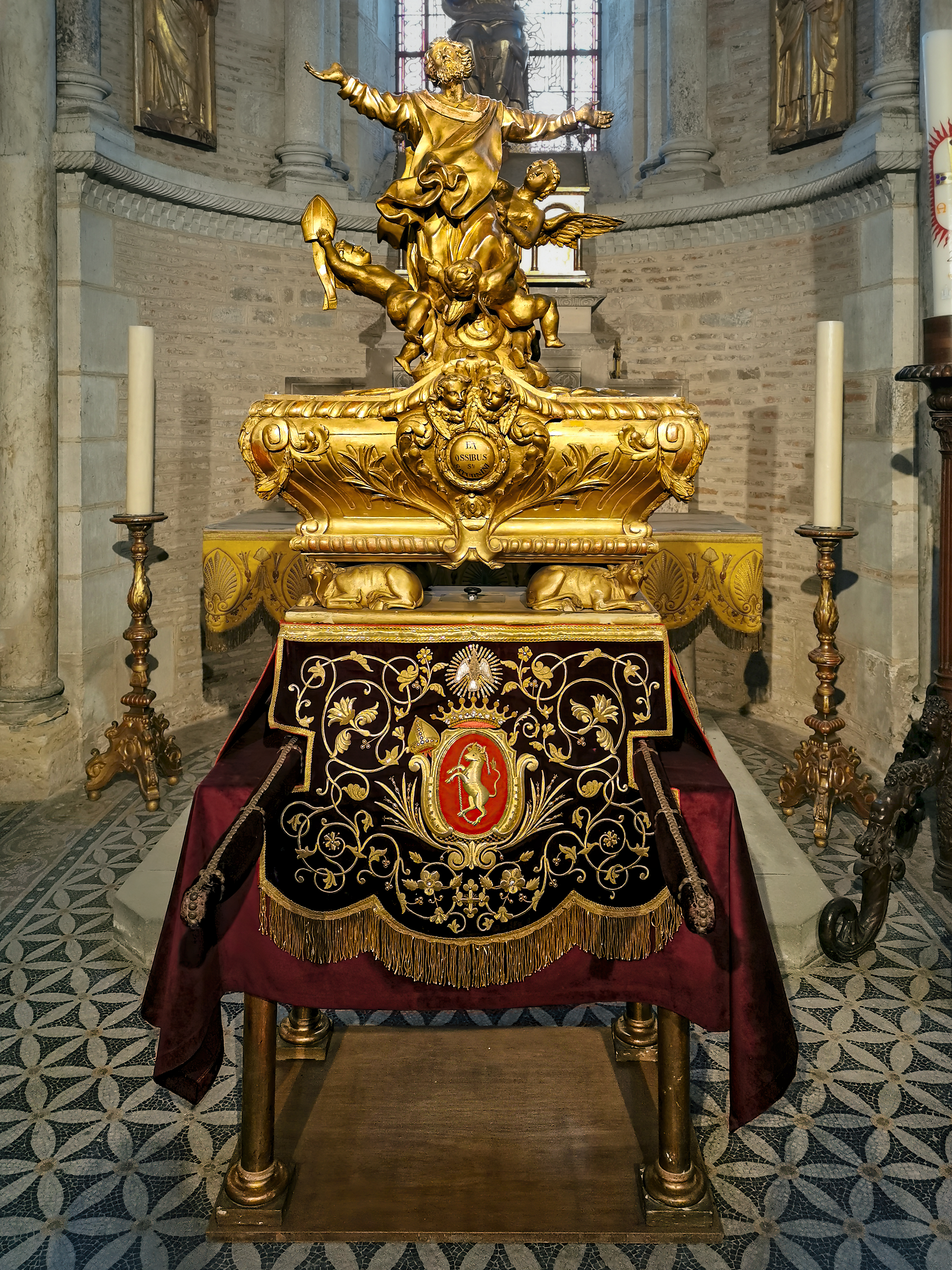
Гробница-реликварий.

Сатурни́н Тулузский (лат. Saturninus) — христианский святой III века (умер ок. 250), первый епископ Тулузы, мученик.
Почитается в Католической Церкви (память 29 ноября) и в Православной Церкви (в лике священномучеников).

## Биография
Согласно житию Passio Saturnini («Мученичество Сатурнина») неизвестного автора V века Сатурнин пришёл в Тулузу с Востока и основал здесь первую епархию. Сатурнин вызвал гнев язычников тем, что отказался приносить жертву Юпитеру Капитолийскому. Сатурнин был осуждён и подвергнут казни через разрывание двумя быками. Эта казнь была описана в XIII веке в книге Иакова Ворагинского «Золотая легенда». Останки Сатурнина, погребённые христианками, были обнаружены в VI веке и помещены в базилике святого Сатурнина в Тулузе.

## Прославление
Почитание святого Сатурнина было широко распространено в средневековых Франции и Испании. День памяти в Католической церкви — 29 ноября.
Святому Сатурнину посвящены базилика Святого Сатурнина (Сан-Сернен) в Тулузе, церковь Святого Сатурнина в Памплоне и алтарь церкви Сан-Серни-де-Нагол в Андорре.
Почитался местно в православной церкви. 9 марта 2017 года решением Священного Синода Русской Православной Церкви имя «священномученика Сатурнина, первого епископа Тулузского» было внесено в месяцеслов Русской православной церкви, что означает общецерковную канонизацию.

## Источник
- Житие святого Сатурнина в «Золотой Легенде» (англ.)